# بینه‌لر
بینه‌لر (به لاتین: Binələr) یک منطقه مسکونی در جمهوری آذربایجان است که در شهرستان آق‌داش واقع شده است. بینه‌لر ۷۸۶ نفر جمعیت دارد.